# Eupelmus vulgaris
Eupelmus vulgaris är en stekelart som beskrevs av William Harris Ashmead 1901. Eupelmus vulgaris ingår i släktet Eupelmus och familjen hoppglanssteklar. Inga underarter finns listade i Catalogue of Life.